# Chaerephon ansorgei
Chaerephon ansorgei es una especie de murciélago de la familia Molossidae.

## Distribución geográfica
Se encuentra en Costa de Marfil, Camerún República Democrática del Congo, Sudán Etiopía Angola Zimbabue y Sudáfrica.